# María Camila Lobón
María Camila Lobón Viáfara (Zarzal, Valle del Cauca, 30 de septiembre de 1995) es una halterófila colombiana. cuenta oficial de Instagram: camila_lobonmc 

## Carrera

### Inicios
Lobón nació en el corregimiento de La Paila, municipio de Zarzal, Valle del Cauca. De niña trabajaba ayudando a su padre con tareas de albaliñería. A los 11 años fue seleccionada entre sus compañeros para entrenar pesas. Durante su adolescencia, estuvo a punto de dejar el entrenamiento por el acoso que recibía de sus compañeras por hacer pesas. A los 18, recibió una oferta para integrar la liga de halterofilia del municipio de Tuluá.

### Actividad profesional
En 2017 participó en su primer mundial mayores, en Anaheim (Estados Unidos), se ubicó sexta en el mundo. Ganó la medalla de plata en los Juegos Bolivarianos de 2017 realizados en Santa Marta, Colombia. En 2018, ganó la medalla de bronce en la categoría de hasta 58 kg Levantamiento de pesas de los Juegos Suramericanos, en Cochabamba, Bolivia. En 2019 fue seleccionada para participar en los Juegos Panamericanos de Lima representando a su país, donde cosechó una medalla dorada en la categoría de 59 kilogramos en una dura contienda con la ecuatoriana María Escobar. El 28 de agosto de 2020, ganó la medalla de plata en la primera Copa Internacional de Halterofilia Online que se realiza en honor a la Independencia de Uzbekistán por Federación Internacional de Halterofilia, en la categoría de los 59 kilogramos.